# Papiliocoelotes
Genre
Flexicoelotes est un genre d'araignées aranéomorphes de la famille des Agelenidae.

## Distribution
Les espèces de ce genre sont endémiques de Chine. Elles se rencontrent au Hubei et au Hunan.

## Liste des espèces
Selon World Spider Catalog (version 17.0, 04/06/2016) :
- Papiliocoelotes guanyinensis Zhao & Li, 2016
- Papiliocoelotes guitangensis Zhao & Li, 2016
- Papiliocoelotes jiepingensis Zhao & Li, 2016
- Papiliocoelotes meiyuensis Zhao & Li, 2016
- Papiliocoelotes yezhouensis Zhao & Li, 2016

## Publication originale
- Zhao & Li, 2016 : Papiliocoelotes gen. n., a new genus of Coelotinae (Araneae, Agelenidae) spiders from the Wuling Mountains, China. ZooKeys, no 585, p. 33-50 (texte intégral).